# Ahti Lavonen
Antti Ahti Lavonen, född den 21 mars 1928 i Kaskö i Finland, död den 26 februari 1970 i Helsingfors, var en finländsk bildkonstnär. Han var gift med textilkonstnären Maija Lavonen (1931–2023), och far till bildkonstnären Kuutti Lavonen (1970–) samt dramaturgen Sussa Lavonen (1966–).
Lavonen var en av 1960-talets ledande finländska modernister och ett centralt namn inom den finländska informalismen. Han tillhörde också en konstnärsgrupp, som på 1950-talet började samlas på övervåningen till huset på Södra Esplanaden i Helsingfors, där Café Brondin låg. Kaféet kallades familjärt "Bronda" och gruppen "Konstnärerna på Brondas vind".
Ahti Lavonen studerade bildkonst vid Helsingfors arbetarinstitut (Helsingin työväenopisto) och vid Fria konstskolan. Han var verksam i Paris 1962–1965. Han debuterade 1947 och utöver i Finland ställde han ut på 1950- och 1960-talen i bland andra Berlin, Bukarest, Moskva, Venedig, Paris, Saint-Étienne, São Paulo, Monaco, flera städer i Sverige samt också i Danmark, Ungern och Polen. 2018 visades ett urval verk av makarna Lavonen i utställningen "Ahti och Maija Lavonen – i samklang" på Didrichsens konstmuseum i Helsingfors.

## Priser och utmärkelser i urval
- 1958, 1964, 1965 Finska statens konstnärspris
- 1969 Pro Finlandia-medaljen[5]

### Uppslagsverk
- Lavonen, Ahti i Uppslagsverket Finland (webbupplaga, 2012). CC-BY-SA 4.0
- Ahti Lavonen. Konstnärsgillet i Finlands bildkonstnärsmatrikel. Läst den 1 februari 2018.